# Kim So-eun
Kim So-eun, es una actriz de cine y televisión surcoreana. Ella salto a la fama por interpretar a Choo Ga-eul en la popular serie Boys Over Flowers y desde entonces ha obtenido varios papeles principales en dramas y películas.

## Carrera
Desde 2016 es miembro de la agencia "Will Entertainment". Previamente formó parte de la agencia "Fantagio", hasta el 2016.
En el 2004 realizó su debut como actriz donde obtuvo el pequeño papel de una estudiante de secundaria en la película Two Guys.
En 2005 interpretó a Park Hye-in de joven en la serie de televisión Sad Sonata (también conocida como "Sad Love Story"), papel que interpretó la actriz Kim Hee Sun de adulta. Ese mismo año apareció en la serie Sisters of the Sea donde dio vida a Song Jung-hee de joven.
En el 2006 apareció en las películas Family Matters y en Fly Daddy donde dio vida a Jang Da-mi .
En 2007 interpretó a Hee-soo, la hija de In-goo (Song Kang Ho) en la película The Show Must Go On, ese mismo año apareció en la película Someone Behind You.
En enero del 2009 Kim saltó a la fama cuando obtuvo el papel de Choo Ga-eul en la popular serie de televisión Boys Over Flowers. Por su interpretación ganó varios premios por su versatilidad.
Ese mismo año apareció en la serie Empress Cheonchu donde interpretó a la futura emperatriz Hwangbo Soo de joven. Para el papel Kim tuvo que aprender a montar a caballo y a disparar con un arco y una flecha.
Más tarde ese mismo año, se unió a la comedia romántica He Who Can't Marry donde dio vida a Jeong Yoo-jin. La película fue la una nueva versión del drama japonés "Kekkon Dekinai Otoko".
En 2010 obtuvo su primer papel principal cuando se unió al drama A Good Day for the Wind to Blow (también conocido como "Happiness in the Wind"), donde interpretó a Kwon Oh-bok, su interpretación la ayudó a elevar su perfil dentro de la Ola Coreana.
En agosto del 2011 se unió al elenco principal del drama A Thousand Kisses donde interpretó a Woo Joo-mi, la hermana menor de Joo-young (Seo Young-hee), hasta el final de la serie en 2012. La serie exploró las diferencias de edad en las relaciones.
En 2012 apareció en la serie web china Secret Angel donde dio vida a Angel L. La serie fue emitida a través del portal Sohu.com y fue bien recibida tanto en Corea como en China.
Ese mismo año se unió al drama Happy Ending donde interpretó a Kim Eun-ha y a la serie The King's Doctor (también conocida como "Horse Doctor") donde interpretó a la Princesa Sukhwi.
Ese mismo año participó en el programa de televisión "Music and Lyrics", el cual fue una demostración de la realidad en el que una actriz y un músico de se unían para colaborar, como letrista y compositor, respectivamente, en la creación de una canción. Kim y Lee Junho de 2PM compusieron la canción "Love is Sad", la cual fue lanzada como un sencillo y apareció como parte de la banda sonora de la serie "Feast of the Gods".
En el 2013 al drama web After School: Lucky or Not, donde interpretó a So-eun Kim, una joven tímida que es invitada a un club de la escuela secundaria, y se encuentra con "misiones" que extraen su brillante y vivaz personalidad. En el drama participó junto a los miembros del grupo 5urprise.
Ese mismo año junto a la cantante Victoria Song fueron escogidas para ser las presentadoras del programa "Glitter".
En 2014 se unió al elenco de la película de terror Mourning Grave donde dio vida a Se-hee, una joven fantasma que forma una amistad con el estudiante Kang In-soo (Kang Ha Neul).
Ese mismo año se unió al elenco de la serie Liar Game donde dio vida a la inocente estudiante Nam Da-jung. El cual fue una adaptación al drama coreano del manga japonés "Liar Game" creado por Shinobu Kaitani.
También se unió a la cuarta temporada del reality show We Got Married donde formó pareja con el actor Song Jae Rim. Sus interacciones fueron bien recibidas por el público, lo que catapultó su fama como pareja.
El 27 de agosto de 2016 se unió al elenco principal de la serie Our Gap-soon donde interpretó a Shin Gap-soon, la pareja de Heo Gap-dol (Song Jae Rim), hasta el final de la serie el 8 de abril de 2017. También protagonizó la película Entangled (también conocida como "Vertigo").
En 2015 fue escogida para modelar la marca "Wella" en toda Asia (menos en Japón y China). 
En julio del mismo año se unió al elenco principal de la serie Scholar Who Walks the Night donde interpretó a Choi Hye Ryung, la hija de una familia noble y a Lee Myung Hee, el primer amor del vampiro Kim Sung Yeol (Lee Joon Gi).
En octubre del mismo año también protagonizó el drama web Falling for Challenge donde dio vida a Ban Ha-na.
En el 2016 se unió al elenco protagónico del drama web Thumping Spike 2 donde interpretó a Han Da Woon. En el drama trabajó junto a Lee Won-keun, la serie fue bien recibida en China.
En 2017 protagonizó el drama You're Closer Than I Think donde dio vida a Hong Tae-ra.
El 5 de marzo de 2018 se unió al elenco principal de la serie de la OCN, Evergreen (también conocida como "That Man Oh Soo"), donde interpreta a la oficial de policía Seo Yoo-ri, hasta ahora. La serie es emitida todos los lunes y martes a las 21:00 (KST).
Ese mismo año aparecerá en las películas Are You In Love? donde dará vida a So Jeong y en la producción coreana-china Sky Lantern (también conocida como "Lover of Days Past").

## Filmografía

### Series de televisión
| Año         | Título                                                  | Personaje                      | Cadena                    | Notas         |
| ----------- | ------------------------------------------------------- | ------------------------------ | ------------------------- | ------------- |
| 2022-23     | Three Bold Siblings                                     | Kim So-rim                     | KBS2                      | 51 episodios  |
| 2020        | Can’t Be Bothered to Date, But Don’t Want to be Lonely! | Lee Na-eun                     | MBC Every1                | 10 episodios  |
| 2018        | Evergreen                                               | Seo Yoo-ri                     | OCN                       | 16 episodios  |
| 2017        | Drama Special - You're Closer Than I Think              | Hong Tae-ra                    | KBS2                      | ep. #1        |
| 2016 - 2017 | Our Gap-soon                                            | Shin Gap-soon                  | SBS                       | 61 episodios  |
| 2016        | Thumping Spike 2                                        | Han Da Woon                    | Sohu TV                   | drama-web     |
| 2015        | Falling for Challenges                                  | Ban Ha Na                      | Samsung Group             | drama-web     |
| 2015        | The Scholar Who Walks the Night                         | Lee Myung-hee / Choi Hye-ryung | MBC                       | 20 episodios  |
| 2014        | Liar Game                                               | Nam Da-jung                    | tvN                       | 12 episodios  |
| 2013        | After School: Lucky or Not                              | Kim So-eun                     | Nate Hoppin, BTV, T-store | drama-web     |
| 2012 - 2013 | The King's Doctor                                       | Princesa Sukhwi                | MBC                       | 50 episodios  |
| 2012        | Happy Ending                                            | Kim Eun-ha                     | jTBC                      |               |
| 2012        | Secret Angel                                            | Angel L                        | Sohu.com                  | drama-web     |
| 2011        | A Thousand Kisses                                       | Woo Joo-mi                     | MBC                       | 50 episodios  |
| 2010        | A Good Day For The Wind To Blow                         | Kwon Oh-bok                    | KBS1                      | 173 episodios |
| 2009        | He Who Can't Marry                                      | Jeong Yoo-jin                  | KBS2                      | 16 episodios  |
| 2009        | Boys Over Flowers                                       | Choo Ga-eul                    | KBS                       | 25 episodios  |
| 2009        | Empress Cheonchu                                        | Hwangbo Soo (de joven)         | KBS2                      |               |
| 2007        | Chosun Police                                           | Soo-hee                        | MBC Dramanet              | ep. #9        |
| 2006        | Drama City - "First Love"                               | Jung-hee                       | KBS2                      | ep. #1        |
| 2005        | Sad Sonata                                              | Park Hye-in (de joven)         | MBC                       |               |
| 2005        | Sisters of the Sea                                      | Song Jung-hee (de joven)       | MBC                       |               |

### Películas
| Año  | Título              | Personaje   | Notas             |
| ---- | ------------------- | ----------- | ----------------- |
| 2020 | Are We In Love?     | So Jung     | junto a Sung Hoon |
| 2018 | Sky Lantern         | Meilin      |                   |
| 2014 | Entangled (Vertigo) | Kkot-nip    |                   |
| 2014 | Mourning Grave      | Kang In-soo |                   |
| 2007 | Someone Behind You  | Kim Ga-yeon |                   |
| 2007 | The Show Must Go On | Hee-soo     |                   |
| 2006 | Fly, Daddy, Fly     | Jang Da-mi  |                   |
| 2006 | Family Matters      | -           |                   |
| 2004 | Two Guys            | -           |                   |

### Apariciones en programas de televisión
| Año              | Programa         | Cadena    | Notas                                                       |
| ---------------- | ---------------- | --------- | ----------------------------------------------------------- |
| 2017             | Knowing Bros     | JTBC      | Ep. # 80 - invitada                                         |
| 2017             | Battle Trip      | KBS2      | 2 episodios - (Ep. #59-60) - concursante - junto a Jo Bo-ah |
| 2014 - 2015      | We Got Married   | MBC       | 38 episodios - miembro - junto a Song Jae-rim               |
| 2009, 2010, 2014 | Happy Together   | KBS2      | 3 episodios (Ep. 102, 137 y 378) - invitada                 |
| 2012             | Music and Lyrics | MBC MUSIC | junto a Lee Jun-ho                                          |

### Presentadora
| Año  | Programa | Cadena | Notas                 |
| ---- | -------- | ------ | --------------------- |
| 2013 | Glitter  | KBS W  | junto a Victoria Song |

### Apariciones en videos musicales
| Año  | Artista / Grupo  | Canción               | Notas                                  |
| ---- | ---------------- | --------------------- | -------------------------------------- |
| 2013 | The Position     | "Spring Expectation"  |                                        |
| 2012 | Acoustic Collabo | "First Love's Melody" | junto a Lee Hyun-woo                   |
| 2009 | 8Eight           | "Goodbye My Love"     | junto a Jeong Jin-woon y Jung Gyu-woon |
| 2009 | SHINee           | "Bodyguard"           | junto a Kim Bum y Boom                 |
| 2005 | Monday Kiz       | "Bye Bye Bye"         | junto a Monday Kiz                     |
| 2005 | Yoon Gun         | "Let's Separate"      |                                        |

### Anuncios
| Año        | Título                          | Notas                 |
| ---------- | ------------------------------- | --------------------- |
| 2016, 2018 | L'OHACELL                       | junto a Ohn Joo-wan   |
| 2017       | Heritage Muine                  |                       |
| 2016       | Style                           |                       |
| 2015       | K WAVE                          |                       |
| 2015       | Marie Claire                    |                       |
| 2015       | Grazia                          |                       |
| 2015       | Esquire                         |                       |
| 2015       | Allure                          | junto a Song Jae Rim  |
| 2015       | May Coop                        |                       |
| 2015       | Candy Crush Soda                | junto a Song Jae Rim  |
| 2012, 2015 | Sure                            |                       |
| 2009, 2015 | ELLE                            |                       |
| 2014       | Star 1                          |                       |
| 2014       | Alture                          | junto a Song Jae Rim  |
| 2014       | Ceci                            | junto a Kang Ha Neul  |
| 2014       | Botanic Farm (China)            |                       |
| 2013       | Y'sb                            |                       |
| 2013       | Saimdang Cosmetics              |                       |
| 2012       | LOFFICIEL HOMMES                |                       |
| 2011       | CLASSIC BROWN                   |                       |
| 2011       | Vogue Girl                      |                       |
| 2010       | Maxim Coffee CF                 | junto a Jang Keun Suk |
| 2010       | Osen                            |                       |
| 2010       | Nylon                           |                       |
| 2009       | Clride. N                       |                       |
| 2009       | AnyCall Bodyguard Mobile Phone  | junto a Kim Bum       |
| 2009       | Bonif                           | junto a Kim Bum       |
| 2009       | Harpert's Bazaar                |                       |
| 2009       | Rosy Breeze                     |                       |
| 2009       | Donga-Otsuka Pocari Swea        |                       |
| 2009       | Johnson & Johnson Clean & Clear | junto a Yoona         |
| 2005       | Ropa Casual "Clride.n"          | junto a SHINee        |
| 2005       | KTF                             | junto a Kim Kibum     |
| 2003       | Orion Choco Pie                 |                       |

## Reconocimientos
Fue embajadora del festival de cine de Jeonju junto con Jung Il Woo.

## Premios y nominaciones
| Año  | Categoría                                             | Premio                         | Series / Programa                                        | Resultado |
| ---- | ----------------------------------------------------- | ------------------------------ | -------------------------------------------------------- | --------- |
| 2022 | Best Couple Award ( junto a Kim Seung Soo)            | KBS Drama Award                | Three Bold Siblings                                      | Ganaron   |
| 2016 | Special Acting Award (Long Running)                   | SBS Drama Award                | Our Gap-soon                                             | Ganó      |
| 2016 | Best Couple (junto a Song Jae-rim)                    | SBS Drama Award                | Our Gap-soon                                             | Nominados |
| 2016 | Idol Academy Award – Best Kiss (junto a Song Jae-rim) | SBS Drama Award                | Our Gap-soon                                             | Nominados |
| 2014 | Mejor Pareja del Año (junto a Song Jae-rim)           | MBC Entertainment Award        | We Got Married S4                                        | Ganaron   |
| 2014 | Mejor Actriz Revelación                               | MBC Entertainment Award        | We Got Married S4                                        | Nominada  |
| 2014 | Nueva Estrella del Año                                | MBC Entertainment Award        | We Got Married S4                                        | Ganó      |
| 2014 | Cultura Popular                                       | Premio Ola Corea               | -                                                        | Ganó      |
| 2012 | Mejor Nueva Actriz                                    | MBC Drama Award                | The King's Doctor                                        | Ganó      |
| 2011 | Mejor Nueva Actriz                                    | MBC Drama Award                | A Thousand Kisses                                        | Nominada  |
| 2010 | Excellence Award, Actress in a Daily Drama            | KBS Drama Award                | A Good Day for the Wind to Blow                          | Nominada  |
| 2009 | Best New Actress                                      | KBS Drama Award                | Boys Over Flowers, He Who Can't Marry y Empress Cheonchu | Ganó      |
| 2009 | Mejor Pareja (junto a Kim Bum)                        | Arirang TV 1000th Episode Poll | Boys Over Flowers                                        | Ganaron   |
| 2009 | Hot New Star                                          | Mnet 20's Choice Award         | Boys Over Flowers                                        | Nominada  |